# Kurdes
Cet article concerne le peuple kurde. Pour la langue kurde, voir Kurde.
Les Kurdes (kurde : Kurd, کورد) sont un peuple iranien, de langue indo-européenne, et majoritairement de confession musulmane sunnite. Ils compteraient (en 2022), selon la Fondation Kurde de Paris, 42 à 48 millions de personnes, vivant surtout en Turquie, en Iran, en Irak et en Syrie.
Depuis un siècle, certains Kurdes luttent pour leur autodétermination, afin d'avoir leur propre patrie, le Kurdistan. Tous les États qui abritent une communauté non négligeable de Kurdes s’opposent activement à la création d’un État kurde et craignent de devoir abandonner une partie de leur territoire national.
Au XXe siècle, après avoir activement participé à l'extermination des Arméniens autour du lac de Van, les Kurdes ont été persécutés à leur tour par les États dans lesquels se trouvent les principales populations de Kurdes.[réf. nécessaire] Le Kurdistan est divisé entre la Turquie, l'Iran, l'Irak et la Syrie. La partition de l'Empire ottoman après la Première Guerre mondiale a provoqué la division du Kurdistan ottoman entre l'Irak, la Syrie et la Turquie. La création de ces États-nations impliquait l'assimilation culturelle forcée et l'assimilation linguistique des Kurdes dans les cultures et les langues des Arabes, des Turcs ou des Persans. Une émigration récente a entraîné l'apparition d'une diaspora kurde qui est présente dans tous les pays de l'Europe occidentale, aux États-Unis et en Australie.
Sous l'empire safavide, les Kurdes ont été déportés en masse à Khorassan. L'ancienne communauté qui vivait près de Kaboul a quitté le pays pendant la guerre d'Afghanistan à la fin des années 1970[réf. nécessaire]. Dans le Caucase, l'Union des républiques socialistes soviétiques déporta de nombreux Kurdes vers l'Asie centrale, et la plupart des Kurdes quittèrent leurs anciennes terres d'Arménie et du Haut-Karabagh lors de la première guerre du Haut-Karabagh.
Les Kurdes parlent des dialectes proches les uns des autres, tous issus du kurde, une langue iranienne. La langue kurde utilise des alphabets différents (arabe et latin) et plusieurs variantes : le sorani au Kurdistan du Sud et de l'est, le kurmandji dans les quatre parties, le zazaki au Kurdistan du Nord. D'autres dialectes sont parlés dans les différentes régions du Kurdistan tels que le lori, le laki, le gorani, etc.

## Étymologie
L'origine exacte du mot « kurde » est incertaine. Le toponyme sous-jacent est attesté en assyrien comme Qardu et à l'âge du bronze moyen (en sumérien) comme Kar-da. L'assyrien Qardu se réfère à une région dans le nord du bassin du Tigre, et est probablement reflété sous une forme corrompue dans l'arabe (coranique) Ǧūdī, réadopté en kurde sous la forme Cûdî, le mont Djoudi. Ce nom se rapproche aussi de la Corduène,, mentionnée par Xénophon comme pays des tribus Cardouques opposées à la traversée des Dix-Mille au nord de la Mésopotamie, au IVe siècle av. J.-C. Il y a cependant des points de vue divergents, dont ceux qui ne voient l'origine ni dans Qardu ni dans Gordyène, mais dans les Cyrtes (en) (Cyrtæi), une tribu mède de Perse.
Indépendamment de ses possibles origines en toponymie ancienne, l'ethnonyme « Kurde » pourrait être dérivé d'un terme kwrt-, utilisé comme nom commun en pehlevi pour signifier « nomades, habitants de tentes » et qui pouvait aussi être appliqué comme qualificatif à n'importe quelle tribu iranienne ayant ce mode de vie. Ce terme a acquis un caractère d'ethnonyme après la conquête musulmane de la Perse, ayant été adopté en arabe et progressivement associé à un regroupement de tribus et groupes iraniens et iranisés de la région,,. Au XVIe siècle, Sharaf Khan Bidlisi (en) (Şerefxanê Bedlîsî) affirma qu'il y avait quatre divisions des « Kurdes » : les Kurmandj, Lur, Kalhor et Guran, et que chacune d'entre elles avait son propre dialecte. Paul (2008) note que l'usage du terme « Kurde » au XVIe siècle noté par Bidlisi, indépendamment du regroupement linguistique, pourrait quand même refléter le début d'une identité ethnique « kurde » nord-ouest-iranienne réunissant les Kurmandj, Kalhor et Guran. Une autre possibilité est que le nom des Kurdes dérive de celui des Hourrites également appelés Khurrites.

## Culture
La culture kurde est un mélange des rites et coutumes des divers peuples anciens, ancêtres des Kurdes actuels et de leur société. Comme beaucoup d'autres populations du Moyen-Orient, une grande influence s'est exercée entre les Kurdes et les peuples voisins. En effet, dans la culture kurde, des éléments originaires d'autres cultures sont observés et vice-versa. Cependant, en général, elle est plus proche de celle des peuples indo-iraniens, en particulier de ceux qui sont géographiquement proches du Kurdistan, comme les Perses ou les Lors. Les Kurdes, par exemple, célèbrent aussi Norouz (21 mars) comme fête du Nouvel An.

### Place des femmes
Les femmes et les hommes kurdes participent à des danses mixtes pendant les fêtes, les mariages et d'autres événements festifs. Le major Soane, officier de l'Empire colonial britannique pendant la Première Guerre mondiale, notait que ceci était inhabituel en comparaison des autres peuples musulmans de la région et montra que, au regard de ce respect homme-femme, les Kurdes étaient plus proches des occidentaux de l'époque que des autres peuples de la région.

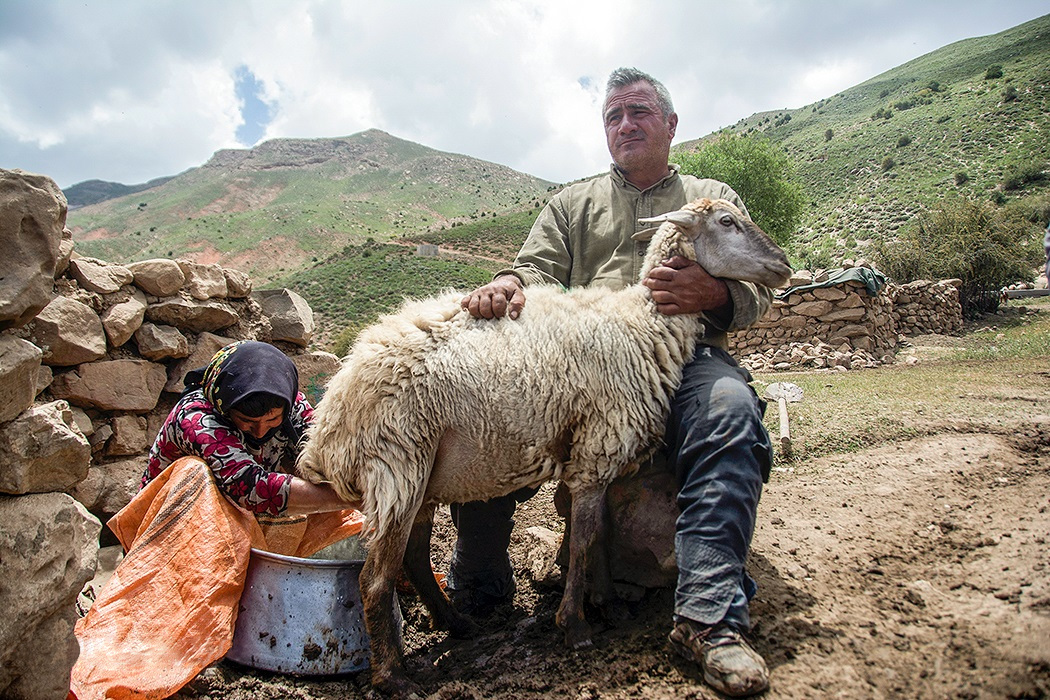
Femme kurmanji trayant une brebis que l'homme tient, Khorassan du Nord

Dans l'histoire kurde, les femmes tiennent traditionnellement le même rang que les hommes dans l'accomplissement des travaux agricoles sous le climat rude et aride des montagnes du Kurdistan. Toutes les tâches étant laborieuses, notamment trouver et puiser de l'eau, le temps manquait, tant aux hommes qu'aux femmes. Il fallait notamment trouver et puiser de l'eau, cultiver les champs ou garder le bétail dans de vastes espaces. Avec le temps, chacun a trouvé son utilité, homme comme femme. En effet, il n'était pas possible qu'une personne seulement sur deux de la communauté fût active dans la tenue du foyer et l'éducation des enfants. Une telle situation aurait favorisé les famines. De cette façon, toutes les tâches, à l'exception de la maternité, incombaient aux deux sexes. La contribution de tous au travail explique l'entraide des Kurdes, leur solidarité, et leurs idées progressistes. L'une des conséquences de ces mœurs a limité le nombre de famines. En effet, lorsqu'un groupe manquait de blé à cause d'une sécheresse, un autre lui en fournit. Cependant, la même quantité de blé devrait être retournée l'année suivante. Tribal au départ, ce système a évolué vers un caractère communautaire et sociétal.
Bien que les rôles des hommes et femmes soient interchangeables chez les Kurdes, un étranger accueilli dans un village doit se tenir à l'écart des femmes lorsque les hommes font paître leurs troupeaux. Évidemment, l'accueil des étrangers varie d'un hameau à l'autre. Certains sont plus conservateurs, tandis que d'autres plus libéraux. Ces tendances s'observent également à l'échelle régionale. Elles sont très remarquables entre les villages kurdes de Turquie et d'Iran.
Dans la lutte contre Daech, l'État islamique, les femmes combattent en nombre dans les forces armées kurdes. En 2004, la branche féminine du YPG est fondée. Nommée Unités de protection de la femme (YPJ) , elle rassemble aujourd'hui entre 7 000 et 24 000 combattantes.

### Musique et chant
Comme les autres musiques populaires du Proche-Orient, la musique populaire du Kurdistan est monodique (instrument et voix y sont à l'unisson). Écrite comme une œuvre purement vocale, les instruments ont un simple rôle d'accompagnement et servent à sa diffusion par les dengbêj (auteurs-compositeurs-interprètes) lors des déplacements de village en village. Les deux grandes cultures ont chacune leurs particularités : les montagnards (d'origine nomade) utilisent principalement des instruments à vent telle la dûdûk, alors que les sédentaires de la plaine jouent d'instruments à cordes comme le tenbûr luth kurde à six cordes.

### Folklore et mythologie

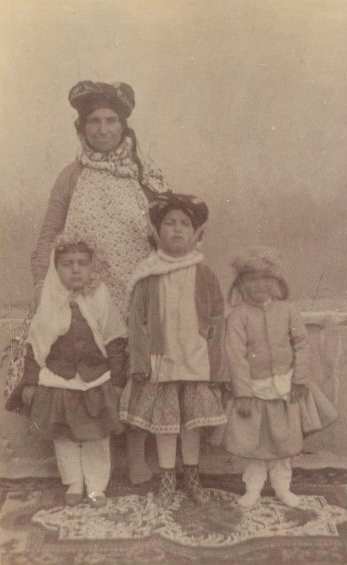
Famille kurde, fin du XIXE s.

Les Kurdes possèdent un folklore très riche, qui jusqu'à des temps récents, s'est surtout transmis par les chants, les contes ou les récits oraux, d'une génération à une autre. Même si quelques histoires de grands auteurs kurdes furent célèbres à travers tout le Kurdistan, la plupart des histoires récitées et chantées furent seulement écrites au XXe et XXIe siècles. Beaucoup de celles-ci sont cependant, selon la tradition, vieilles de plusieurs siècles.
Très varié, le folklore kurde dénote une grande diversité d'histoires sur la nature, les animaux anthropomorphiques, les chimères, l'amour, les héros et les méchants, les créatures mythologiques et la vie de tous les jours. Une partie de ces figures mythologiques peut être retrouvée dans d'autres cultures, comme le simurgh, le kaveh de la mythologie iranienne, et les histoires de Shahmeran de l'Anatolie. De plus, certaines histoires peuvent avoir pour seule visée un enseignement éducatif ou religieux.
L'élément le plus récurrent du folklore kurde est le renard, qui par sa ruse et sa perspicacité, triomphe des espèces moins intelligentes, même s'il lui arrive de perdre à son propre jeu. Un autre thème récurrent est l'origine d'une tribu.
Les conteurs officiaient en face de leur public, qui rassemblait parfois un village entier. Des gens venaient de loin pour les écouter, et les conteurs eux-mêmes visitaient plusieurs villages pour partager leurs histoires. Ils étaient particulièrement appréciés pendant l'hiver, ou les divertissements étaient rares car les jours courts.
Illustrant l'hétérogénéité des groupes kurdes, certaines histoires sont retrouvées et connues partout au Kurdistan, tandis que d'autres sont seulement spécifiques à une région donnée, en fonction du dialecte ou de la religion. Les Juifs kurdes de Sakho (aujourd'hui disparus) étaient certainement le meilleur exemple de cette diversité : leurs conteurs, comblés de présents, sont connus pour avoir été très respectés dans toute la région, grâce à une tradition orale unique. Un autre exemple est la mythologie des yézidis, et l'histoire des Kurdes dersims, Turcs de tradition arménienne.

### Religion

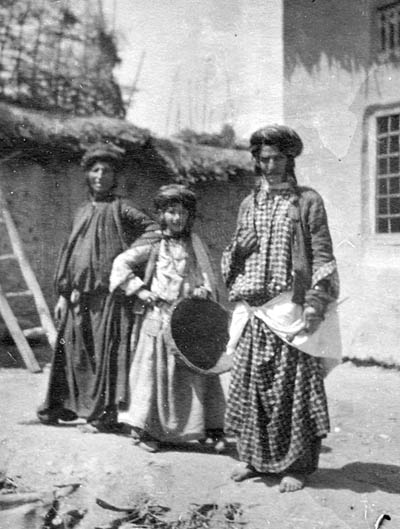
Femmes juives du Kurdistan à Rawanduz dans le nord de l'Irak (1905).

En majorité musulmans sunnites, les Kurdes forment, d'un point de vue religieux, l'un des groupes les plus diversifiés du Moyen-Orient et un peuple relativement tolérant des diversités religieuses. On retrouve parmi les nombreux courants religieux le yârsânisme, le yézidisme, le zoroastrisme, l'alévisme, mais aussi de petites minorités juives et chrétiennes.
Dans un passé lointain, il y eut des populations significatives de Juifs kurdes installés depuis l'Antiquité (disparus autour des années 1950) et de Kurdes chrétiens. Les quelques particularités des rites chrétiens ont perduré bien que la plupart des chrétiens contemporains proviennent de conversions relativement récentes. C'est une religion aujourd'hui très minoritaire, mais elle a eu une grande influence historiquement sur les autres religions pratiquées par les Kurdes.

## Organisation politique et militaire

### Organisation politique
En Syrie, à la suite du début de la guerre civile, s'est formée depuis 2012 une région autonome de facto dans le nord du pays, que l'on appelle le Rojava, ou sous son nom autoproclamé la Fédération Démocratique du Nord de la Syrie. Cette entité a été créée par le Parti de l'Union Démocratique (PYD), le principal parti kurde syrien. La région est organisée selon un système politique de confédéralisme démocratique , théorisé depuis le début des années 2000 par Abdullah Öcalan, le fondateur du PKK. Lui-même avait été très influencé par l'américain Murray Bookchin, militant et intellectuel anarchiste, qui avait théorisé le municipalisme libertaire. De grandes avancées y ont été faites, notamment pour les droits des femmes et l'écologie.
| Drapeau | Nom complet                                 | Pays  | Territoire |
|         | Fédération démocratique du Nord de la Syrie | Syrie |            |

### Forces armées
| Drapeau | Nom                                                                            | Création | Effectifs         | Description |
| ------- | ------------------------------------------------------------------------------ | -------- | ----------------- | --- |
|         | Peshmergas (Le drapeau du Kurdistan est utilisé comme emblème des Peshmergas.) | 1920     | 350 000           | Le gouvernement régional kurde dispose d'une force armée connue sous le nom de Kurdish Regional Guards (Gardes régionaux kurdes), aussi appelés Peshmerga. Ils sont plus de 350 000 actifs[réf. nécessaire] dont, selon une estimation française de décembre, 145 000 combattant l'État islamique en 2015, Supportés par la coalition internationale, ils reçoivent, entre autres donations, de l'équipement dont de l'armement léger et antichar ainsi qu'une formation militaire de la part de plusieurs pays européens depuis 2014,. |
| PKK     | Forces de défense du peuple PKK                                                | 2000     | 5 000 (2013)      | Implanté en Turquie, le PKK (Parti des travailleurs du Kurdistan) est considéré comme étant une organisation terroriste par de nombreuses instances, dont le Conseil de l'Europe. Leurs effectifs étaient estimés à 5000 en 2013 |
| YPG     | Unités de protection du peuple YPG                                             | 2011     | 35 000 à 60 000   | Initialement nommés « Unités de défense populaire », les YPG sont considérés comme proches du PKK. Il s'agit de milices opérant en Syrie. Leur nombre est estimé à 50 000. Selon une estimation française, en décembre 2015, 7 000 à 8 000 combattent l'État islamique. Connaissant de nombreux succès face aux terroristes, ils ont libéré une grande partie du Kurdistan syrien depuis le retrait de l'armée syrienne dans cette zone. Ils constituent la principale faction armée sécurisant le Kurdistan syrien.                    |
| YPG     | Parti pour une vie libre au Kurdistan PJAK                                     | 2004     | Inconnus          | Le PJAK (Parti pour une vie libre au Kurdistan) est une organisation politique et armée qui lutte contre le régime iranien. |
| YPG     | Unités de protection de la femme YPJ                                           | 2004     | 7 000 à 24 000    | Les Unités de protection de la femme ou Unités de défense de la femme est une organisation militaire kurde composée exclusivement de femmes mise en place en 2013 à titre de brigade féminine des milices des Unités de protection du peuple (Yekîneyên Parastina Gel, YPG) et est devenue indépendante en 2016. |
|         |                                                                                | Total    | 400 000 à 440 000 | |

## Histoire

### Antiquité
La première apparition d’une culture distincte et unie et d’un peuple vivant dans les montagnes du Kurdistan date de la culture Halaf, dans la première moitié du VIe millénaire av. J.-C. (-6000/-5400 av. J.-C.). Elle est suivie par la culture hourrite, de XXIIIe au XIIIe siècle av. J.-C. (-2300/-1300 av. J.-C.) environ. Ils dominent un territoire s’étendant largement au-delà du Zagros et des monts Taurus. Ils subsistent à travers le nom du district de Hawraman/Auraman, au Kurdistan.
Un peuple appelé les Lullubis habitait dans la plaine de Sharazor (Kurdistan irakien) et a combattu les Akkadiens vers XXIIIe siècle av. J.-C. (-2300/-2200 av. J.-C.) Actuellement, un clan kurde s'appelle les Lullu, et pourrait être le descendant de ces antiques Lullubis.
Au début du VIIe siècle av. J.-C., l'empire mède (ou royaume mède) qui s'étalait sur un territoire dont la superficie était le double de l’actuel Kurdistan fut formé par les Mèdes, ces derniers désignés comme étant les ancêtres des Kurdes modernes.[réf. nécessaire]
De nombreuses sources historiques se réfèrent aux ancêtres des Kurdes modernes. Xénophon, dans son Anabase, les nomme Khardukhi, et les décrit comme « peuple féroce et défendant ses montagnes natales », qui attaque les armées grecques vers 400 av. J.-C. La région actuelle du Kurdistan, les montagnes autour du lac de Van, entre la Perse et la Mésopotamie d’alors, est nommée Carduchi, Cardyene ou Cordyene.
À travers les époques, le Kurdistan fut envahi par les Assyriens, les Akkadiens, les Greco-Macédoniens (sous Alexandre le Grand et ses successeurs), les Romains, les Byzantins, les Arabes, les Mongols et les Turcs, sans compter la brève colonisation française et surtout britannique, mais pour autant les Kurdes n'abandonnèrent pas leurs terres face aux nombreux envahisseurs.
Le royaume kurde de Corduenne devient une province romaine en 66 av. J.-C. et reste dans l’Empire romain jusqu’en 384. Elle recouvrait la région à l’est et au sud de la ville de Diyarbakır.

### Période ayyoubide

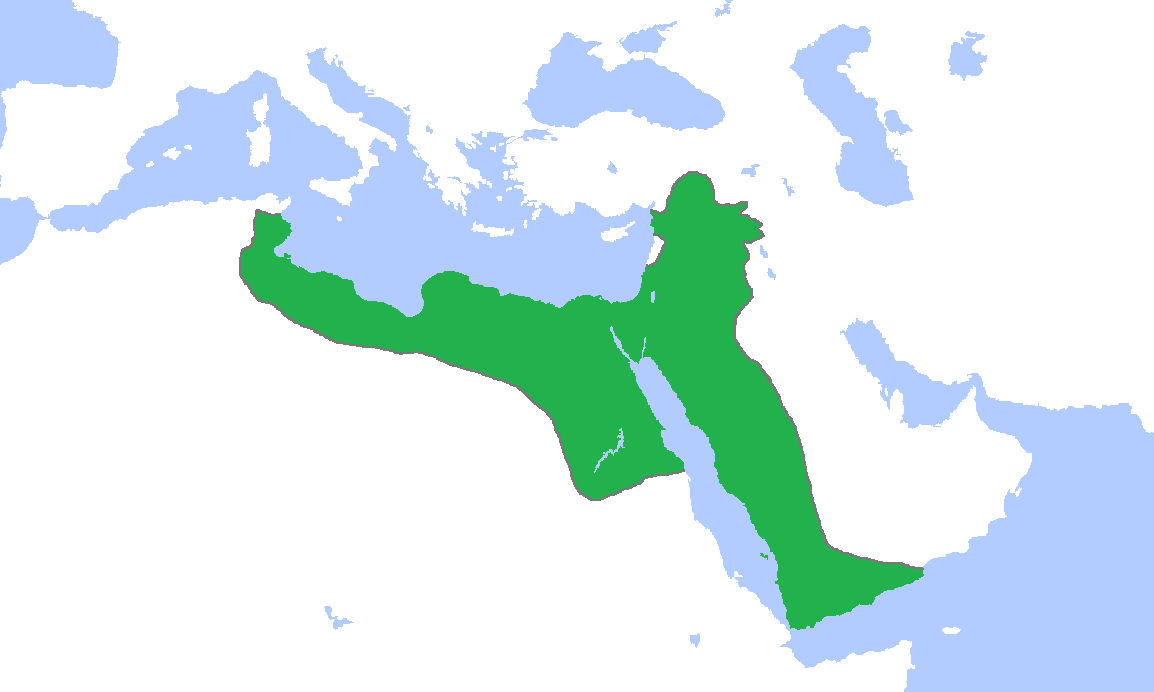
Empire des Ayyoubides.

La période la plus florissante du pouvoir kurde fut probablement le XIIe siècle, quand Saladin, qui appartenait à la branche Rawendi de la tribu des Hadabanis (ou Adiabène), fonda la dynastie Ayyoubide (1171-1250). Des chefs kurdes furent institués, non seulement dans l’Est et l’Ouest des montagnes kurdes, mais aussi loin que dans le Khorassan d’un côté, et en Égypte et au Yémen de l’autre.

### Période Séfévides

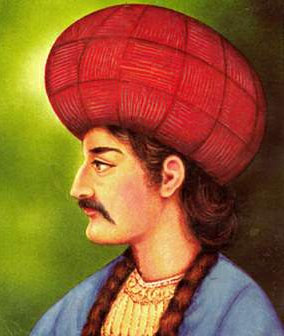
Shah Ismail, fondateur de la dynastie des Séfévides.

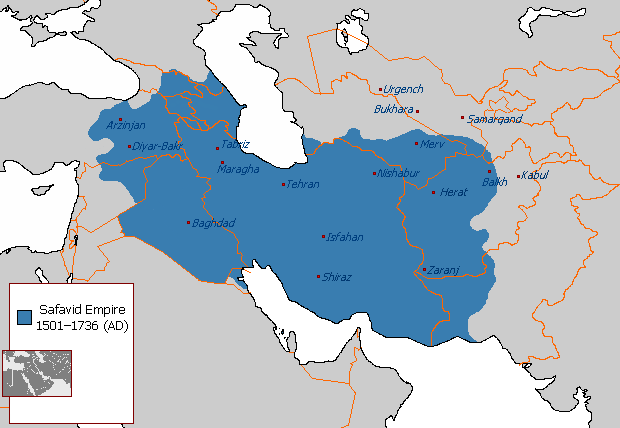
L'État séfévide entre 1512 et 1722.

La dynastie des Séfévides ou Safavides (en persan : صفویان, Safaviān) régna sur l'Iran de 1501 à 1736. Succédant aux Timourides, elle représente la première dynastie iranienne totalement indépendante à régner sur l'Iran depuis près de 500 ans.
Les Safavides sont issus d'un ordre religieux soufi militant d'origine probablement kurde, fondé au XIVe siècle. Ils se convertissent au chiisme duodécimain sous l'autorité de leur premier souverain, Ismaïl Ier (1487-1524). Soutenu par les nomades turcs Qizilbash, à partir de 1508, Ismaïl règne sur l'ensemble des territoires auparavant dominés par les Aq Qoyunlu, également des turcophones. À partir de 1510, les Séfévides, dont la montée en puissance va de pair avec la création d'une théocratie dirigée par le chah, s'opposent à l'est aux Ouzbeks, également turcophones et dirigés par Mohammad Chaybani, et à l'ouest aux Ottomans, défenseurs du sunnisme. La dynastie atteint son apogée sous Abbas Ier le Grand, shah de 1588 à 1629. Il sépare les fonctions religieuses et politiques de l'empire, et met en place une garde personnelle composée d'esclaves islamisés, les ghulams, afin de contrer la puissance des tribus qizilbashs.
Avec l'Empire ottoman et l'Empire moghol, les Séfévides sont alors l'une des trois grandes puissances du monde musulman, qui entretient des contacts avec les souverains européens, désireux d'établir une alliance contre la Sublime Porte.

### Époque moderne

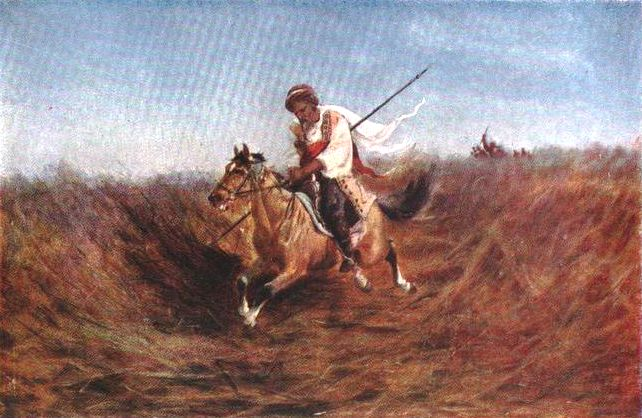
Cavalier kurde, vu par le peintre géorgien Guiorgui Gabachvili, en 1936.

#### 1844-1846
L'émir kurde Bedir Khan établit une principauté qui s’affranchit de la Turquie ottomane. S'étendant de la Perse au Tigre, elle vise à devenir un Kurdistan indépendant, mais ne dure que deux brèves années, entre 1844 et 1846.

#### Entre-deux-guerres
C'est à la conférence de la paix de Paris en 1919 que se décida le sort des Kurdes. En 1920, le traité de Sèvres prévoit la division de l'Empire ottoman et évoque notamment la possible autonomie des provinces kurdes, avec à terme la création d'un État kurde indépendant. La révolte de Koçgiri de 1921 demande alors l’application de ce traité. Mais en 1923, le traité de Lausanne, signé après le rejet du précédent traité par Mustafa Kemal, revient sur cette autonomie.

## Depuis la Seconde Guerre mondiale

### Iran

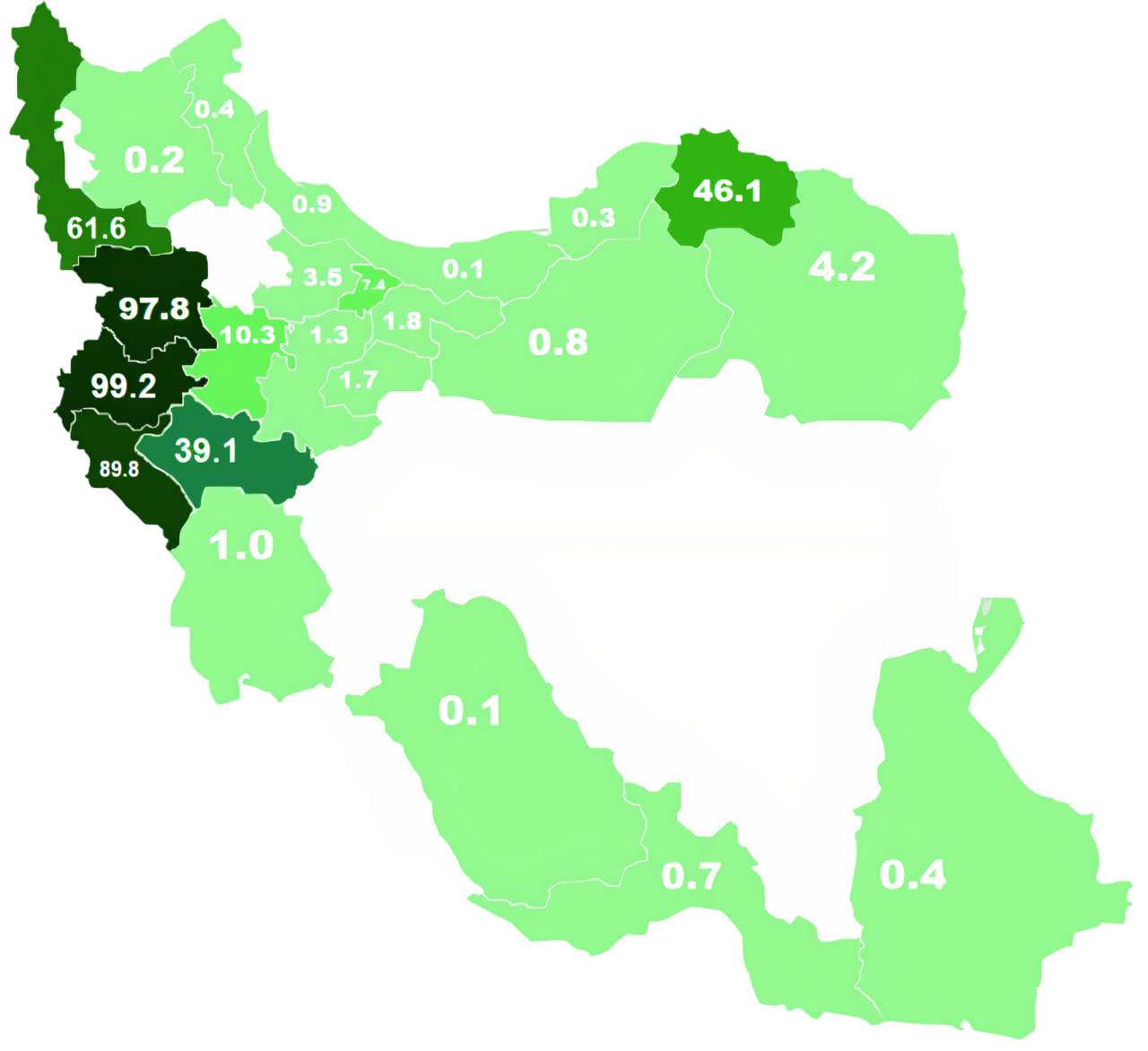
Kurdes d'Iran, 2010.

En janvier 1946, les Kurdes d’Iran proclament à Mahabad la république de Mahabad, mais l'année suivante, celle-ci est écrasée par le régime du dernier chah d'Iran, Mohammad Reza Pahlavi.
Encore en 2017, la répression de toute contestation kurde en Iran donne couramment lieu à arrestations et à condamnations, voire à tortures et à exécutions,,,,,,,,,.

### Irak

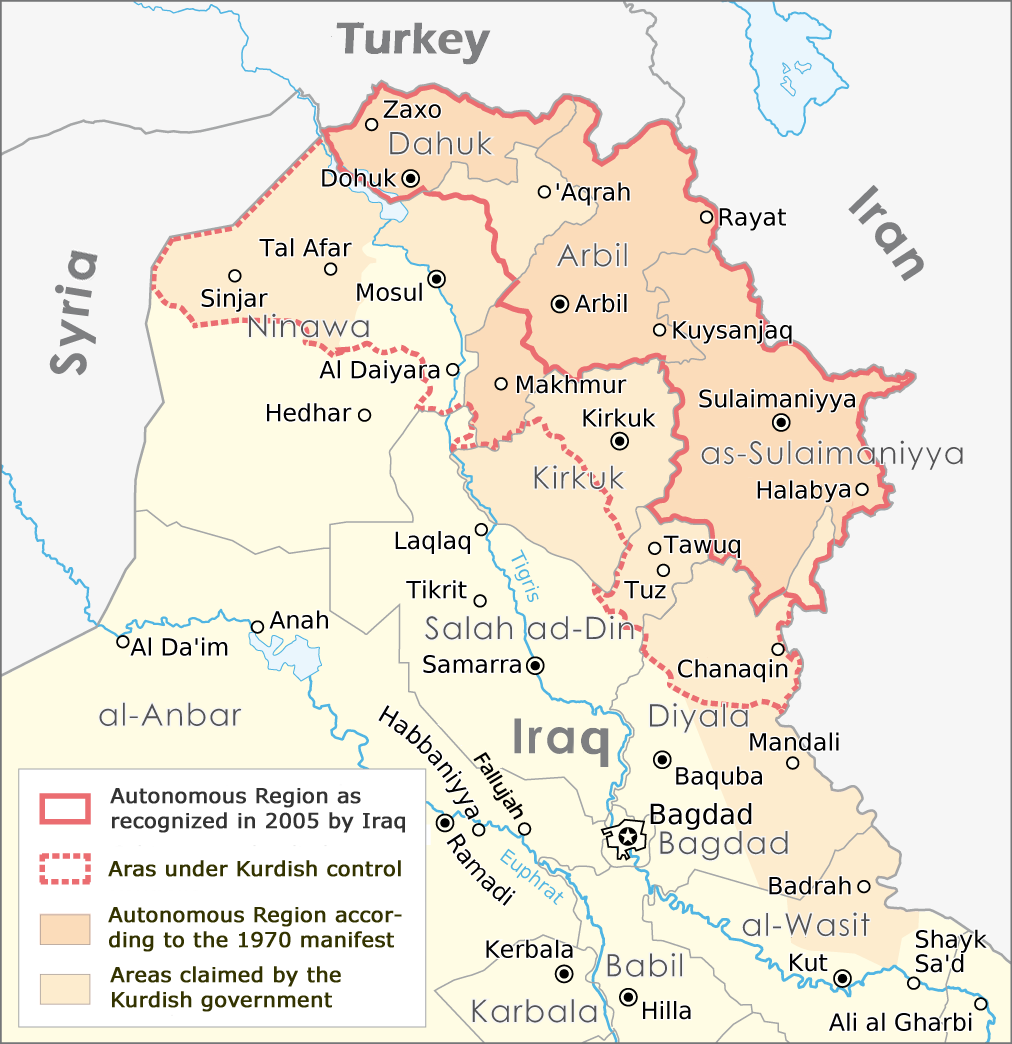
Kurdistan irakien.

À la tête d'une insurrection armée, Mustapha Barzani, chef historique du mouvement national kurde d'Irak, obtient en 1970, à travers un traité avec le régime de Saddam Hussein, la reconnaissance de l'autonomie des Kurdes. Mais ce traité ne sera jamais respecté par l'Irak.
De février à septembre 1988, le gouvernement irakien mène une campagne de génocide contre les Kurdes. L'épisode le plus connu de cette opération est le massacre des habitants de la ville de Halabja (au nord de l'Irak dans la province d'As-Sulaymaniya) par l'emploi d'armes chimiques en mars 1988.
À la suite de la Guerre du Golfe de 1990, les Kurdes ont pu établir une zone autonome au nord de l'Irak. En 2003, les Kurdes ont soutenu l'intervention américaine en Irak. La nouvelle constitution irakienne adoptée par référendum en 2005 reconnaît une très large autonomie au Kurdistan.
Depuis 2014, les Kurdes d'Irak combattent les djihadistes de Daech dans le Nord du pays.

### Turquie

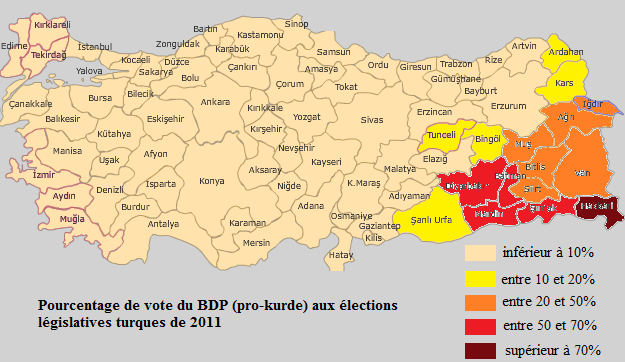
Kurdistan turc.

La construction de la Turquie kémaliste se fait dès 1923 sur le déni du fait d'une importante minorité kurde en son territoire (à l'instar du déni du génocide arménien). Les Kurdes n'ont alors d'autre droit que de se fondre dans la nation turque. Ils sont souvent fortement réprimés, comme en 1921-22 (révolte de Koçgiri) ou en 1937-38 (massacre de Dersim). Les Kurdes sont confrontés à différents types de discriminations, subissant les brimades de la police ou le renvoi des hôpitaux s'ils ne peuvent s’exprimer en turc.
Dans les années 1980, la guerre qui oppose l'armée turque et le Parti des travailleurs du Kurdistan (PKK) fait plusieurs morts chaque semaine. La région du Kurdistan est placée sous état d'urgence, quadrillée par les forces armées et les groupes paramilitaires turcs. C'est la période de la terreur : les disparitions, les arrestations, la torture, les exécutions extra-judiciaires de Kurdes se multiplient.
Lors des élections législatives de 2007, l'AKP, premier parti du pays, obtient un score de 41 % à Diyarbakır, ce qui le place deuxième derrière les 47 % des partis kurdes regroupés sous une étiquette d'indépendants (et non indépendantistes).
Depuis la création de la République turque, les Kurdes sont victimes d'une discrimination sévère et permanente, qui a longtemps été formellement niée par les autorités turques malgré les témoignages de victimes ou d'ONG. Cependant, le 27 juillet 2009, le président turc Abdullah Gül reconnaît dans un entretien que les Kurdes n'avaient pas les mêmes droits que le reste de la population, rompant ainsi avec plus de 85 ans de déni. L'actuel président Recep Tayyip Erdoğan continue dans la même voie que ses prédécesseurs.

### Syrie

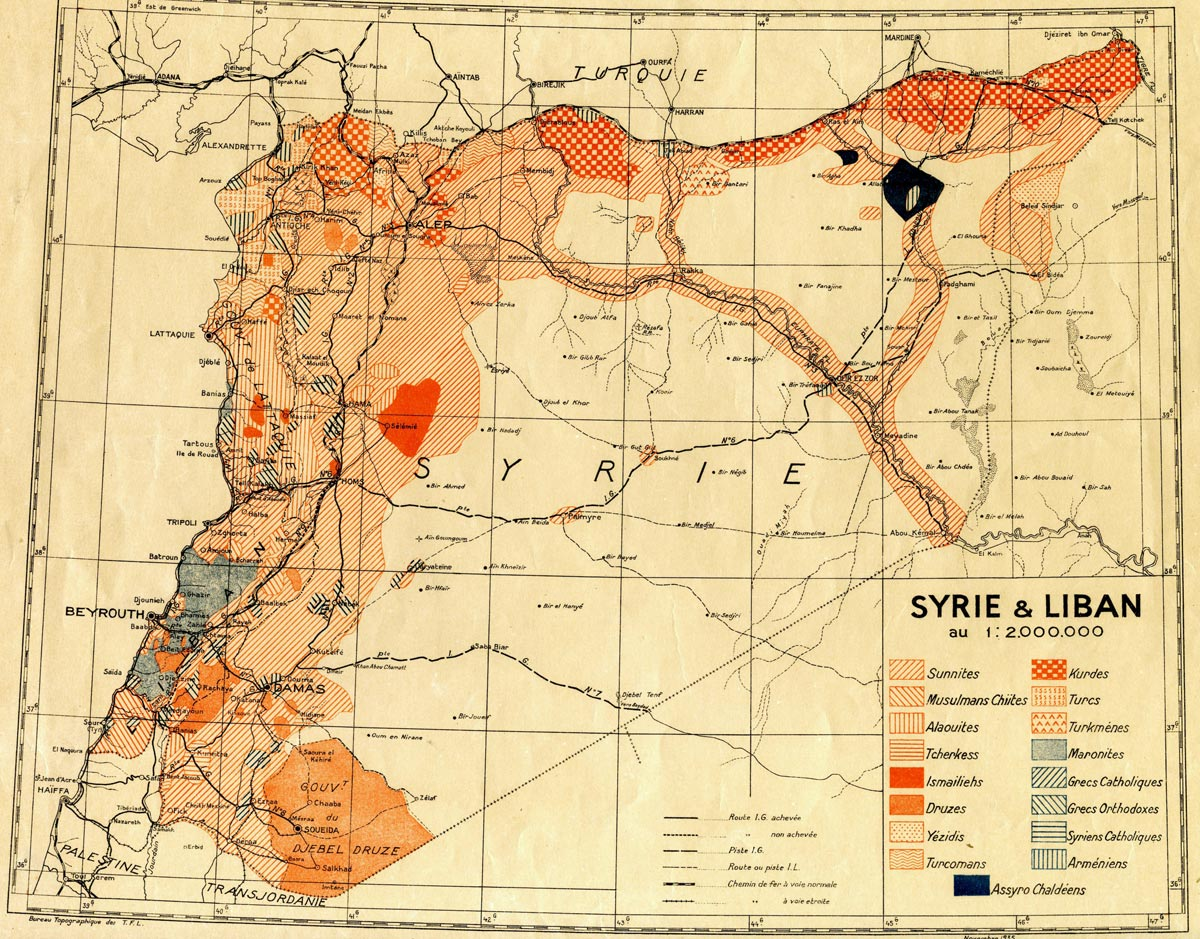
Une carte des communautés religieuses et ethniques de la Syrie et du Liban (1935).

Carte des régions contrôlées par les Kurdes en Syrie et en Irak (en jaune).

Représentant près de 12 % de la population syrienne, les Kurdes comptent environ 2,5 millions de personnes en Syrie. Cela fait d'eux la minorité la plus importante de ce pays. La population kurde est concentrée principalement au nord-est et au nord mais il y a aussi des populations significatives à Alep et à Damas. Les activistes kurdes des droits de l'homme sont souvent maltraités et persécutés.
Selon Khaled Issa, représentant du PYD en France, entre 1921 et 1929, les Kurdes manifestèrent en masse auprès de la puissance mandataire française le souhait que leurs territoires soient intégrés au sein de la Syrie plutôt qu'annexés à la Turquie, contrairement à certaines populations arabophones.
Plusieurs techniques sont utilisées par l'État syrien pour minorer l'identité kurde en Syrie : différentes lois interdisent l'utilisation de la langue kurde, peuvent interdire la reconnaissance des enfants sous des noms d'origine kurde, les noms de lieux géographiques en langue kurde sont remplacés par des noms arabes, de même certaines entreprises doivent être renommées avec des noms arabes, et enfin les écoles privées kurdes et certains livres sont interdits.
Depuis le début de la guerre civile syrienne, les Kurdes s'opposent à l'armée gouvernementale ainsi qu'aux djihadistes de Daech. Ils constituent des enclaves au nord de la Syrie : canton d'Afrine à l'ouest et une large zone autonome à l'est, le Rojava.
Lors des attaques des djihadistes de Daech sur Kobané en 2014, contre toute attente les Kurdes de Syrie résistent victorieusement en une bataille qui a été surnommée le « petit Stalingrad du Moyen-Orient »,, puis ils contre-attaquent et récupèrent plus de 40 % du territoire contrôlé par ces djihadistes. En 2016 et 2017, avec l'aide de groupes sunnites, des États-Unis et d'autres membres de la coalition occidentale, les forces syriennes kurdes conduisent l'effort victorieux principal contre Daech : prise de Manbij puis de Raqqa, puis attaque sur Deir ez-Zor et jusqu'à la frontière avec l'Irak.
En dépit de leur contribution majeure dans les opérations victorieuses contre Daech, les pays de la coalition n'interviennent pas, lorsque entre janvier et mars 2018 la Turquie envahit une partie de la Syrie, l'Afrine, et que les populations kurdes et yézidies, qui y sont majoritaires, doivent s'enfuir et quitter le canton d'Afrine en abandonnant leurs habitations,, sous les attaques des supplétifs recrutés par l'armée turque au sein de l'Armée syrienne libre notoirement dominés par des éléments salafistes,,.

### Idée d'un «grand Kurdistan»

Carte nationaliste de 1946: "Les frontières ethniques du Kurdistan sont indiquées par une zône de hachures d'autant plus mince que la délimitation est plus nette. Les autres zônes hachurées indiquent la position et l'étendre appoximative des groupements isolés"

Le projet d'un « grand Kurdistan » est né à la fin du XIXe siècle. Divisés depuis 1639 entre les Empires perse et ottoman, les Kurdes revendiquent à l'époque l'unité d'un territoire où leur peuple, d'origine indo-européenne, vit depuis l'Antiquité. En 1920, après la chute de l'empire ottoman, les puissances alliées promettent la création d'un grand État du Kurdistan. Mais celui-ci ne verra jamais le jour. En 1923, le peuple kurde est placé sous l'autorité de quatre pays : la Turquie, l'Iran, la Syrie (protectorat français) et l'Irak (protectorat britannique).
Quatre-vingt-cinq ans plus tard, le Kurdistan (littéralement « pays des Kurdes ») reste un territoire mythique, sans frontières reconnues, et les Kurdes une nation sans État. Niés dans leur identité, les quelque trente millions de Kurdes du Moyen-Orient n'ont pourtant cessé de lutter pour faire reconnaître leurs droits culturels et politiques, face à des États centralisateurs et répressifs. Mais les divisions linguistiques et religieuses les ont conduits à lutter en ordre dispersé. Par ailleurs, les zones kurdes sont riches en pétrole et en eau, ce qui renforce les enjeux du combat.
À l'exception de l'éphémère République kurde de Mahabad (1946), en Iran, le rêve d'un grand Kurdistan s'est peu à peu émoussé. Seul le Parti des travailleurs du Kurdistan (PKK) a ranimé en Turquie, dans les années 1980, la flamme d'un « grand Kurdistan libre et démocratique ». Ailleurs, les partis politiques kurdes ont tous opté pour un objectif plus modeste : l'autonomie de chaque minorité kurde dans le cadre des États existants. La stratégie s'est révélée payante en Irak : depuis 1991, les Kurdes gèrent de façon autonome leur région. Exemplaire pour tous les Kurdes, cette victoire historique pose une nouvelle fois la question d'un « grand Kurdistan ».

### Israël
Installés dans différentes régions de l'actuel Kurdistan depuis l'Antiquité, les Juifs (hé. : יהודי כורדיסתאן ou Kurdim) formaient une population de 25 000 personnes réparties dans plus de 200 villes et villages de la zone et nombre d'entre eux y parlaient encore l'araméen (ainsi que les langues locales).
Dans les années 1950, un grand nombre de Kurdes de confession juive sont expulsés du Nord de l'Irak et immigrent en Israël. Durant cette même décennie, les Juifs kurdes d'Iran quittent en masse le Kurdistan iranien pour Israël notamment lors de l'opération Ezra et Néhémie.
Selon The Times of Israel, environ 200 000 juifs kurdes vivent actuellement en Israël, dont la moitié habite à Jérusalem.

### Allemagne
Il y a environ un million de Kurdes en Allemagne, représentant la plus grande communauté kurde en Europe.

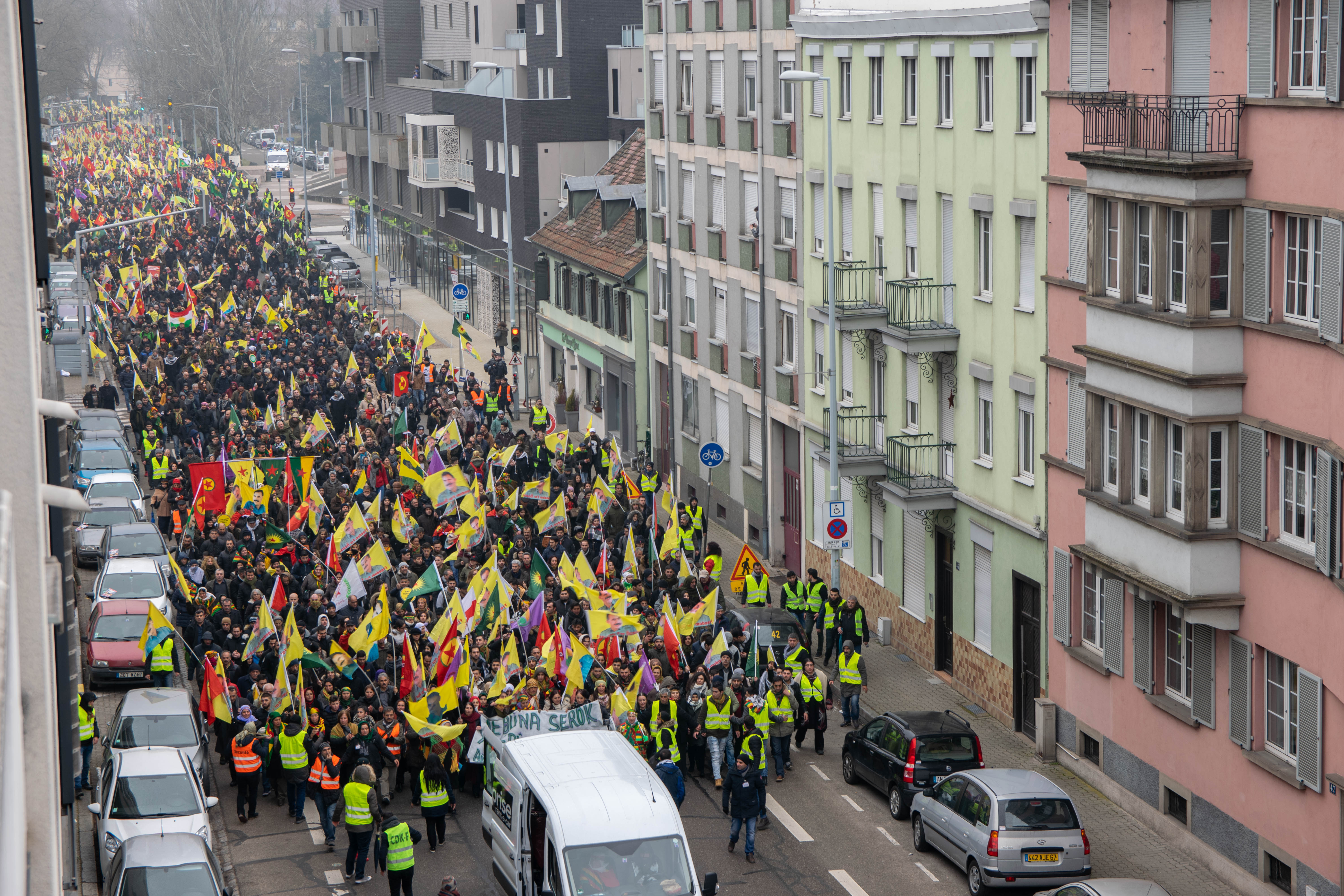
Manifestation annuelle des Kurdes à Strasbourg, avril 2017

### France
On estime qu'il y a environ 300 000 Kurdes en France. Depuis plus de 30 ans la langue, la littérature et l'histoire kurdes ainsi que la géographie du Kurdistan sont enseignés à l'Institut national des langues et civilisations orientales (Langues O) à Paris. Des militants de l'AKP et du MHP sont responsables d'actions d'intimidation visant la communauté kurde.
L'Institut kurde de Paris dispense actuellement l'étude de la langue kurde (kurmandji, sorani).
Plusieurs associations kurdes existent dans les grandes villes de l'Hexagone, notamment le Centre culturel kurde Ahmet-Kaya de Paris qui organise plusieurs activités culturelles et sportives. Le siège de la fédération des associations kurdes de France (FEYKA) se trouve aussi à Paris. Celle-ci entretient des relations avec les divers partenaires sociaux français.

### Belgique
La diaspora kurde de Belgique dispose d'une télévision en langue kurde : Stêrk TV.

### Tchétchénie
- Kurdes de Tchétchénie (en), ou Tchétchènes kurdifiés, ayant globalement émigré vers les zones kurdes de Turquie ou d'Irak

## Dans les médias
Les Kurdes sont un « peuple sacrifié par l'Histoire », selon le photographe Julien Goldstein et le journaliste Olivier Piot. Ensemble, ils publient Kurdistan, la colère d'un peuple sans droits. À travers des Kurdes de Turquie, de Syrie, d'Irak et d'Iran, l'ouvrage relate le quotidien de la plus grande communauté apatride du monde. Un quotidien souvent marqué par « les frustrations et les souffrances ». Pourtant, ni les fausses promesses ni les répressions sanglantes n'ont entamé le désir d'indépendance de cette minorité morcelée.
En février 2015, Bernard-Henri Lévy se rend au Kurdistan irakien. Il y rencontre des combattants peshmergas qui affrontent des troupes de Daech. À son retour, il défend activement la cause kurde dans les médias occidentaux. Il organise à Paris, le 31 mars 2015, une rencontre entre le président François Hollande et des chefs militaires kurdes. Selon Bernard-Henri Lévy, les Kurdes représentent, tant sur le front irakien que sur le front syrien, les meilleurs alliés des démocraties, la seule force capable de venir concrètement « en aide aux chrétiens d’Orient ».

## Kurdes célèbres
- Jaban al-Kurdi (en)
- Théophobos (?-842)
- Ibn Taymiyya (1263-1328)
- Salahdine al Ayoubi, dit Saladin (1138-1193)
- Asenath Barzani (1590-1670)
- Cheikh Saïd (1865-1925)
- Chérif Pacha (1865-1951)
- Nour Ali Elahi (1895-1974)
- Adib Chichakli (1909-1964)
- Samand Siabandov (1909-1989)
- Mohamed Saïd Ramadân al Boutî (1929-2013)
- Fouad Massoum (1938-)
- Massoud Barzani (1946-)
- Narmine Othmane (1948-)
- Abdullah Öcalan (1949-)
- Azad Al-Shakarchi (1953-)
- Murat Karayılan (1954-)
- Şivan Perwer (1955-)
- Sakine Cansiz (1958-2013)
- Barham Salih (1960-)
- Sevê Evin Çiçek (1961-)
- Leyla Zana (1961-)
- Gültan Kışanak (1961-)
- Suzan Samanci (1962-)
- Leyla Güven (1964-)
- Hiner Saleem (1964-)
- Aysel Tuğluk (1965-)
- Pervin Buldan (1967-)
- Bahman Ghobadi (1969-)
- Pishtiwan Sadiq (1969-)
- Selahattin Demirtaş (1973-)
- Sebahat Tuncel (1975-)
- Feleknas Uca (1976-)
- Caucher Birkar (1978-)
- Düzen Tekkal (1978-)
- Fidan Doğan (1982-2013)
- Leyla Söylemez (1989-2013)
- Zehra Doğan (1989-)
- Mahmoud Dahoud (1996-)
- Aziz Shavershian (1989-2011)

## Dynasties kurdes célèbres
- Hasanwayhides (959-1095)
- Marwanides (984-1083)
- Annazides (991-1117)
- Cheddadides (1022-1161)
- Ardalans (1168-1861)
- Ayyoubides (1169-1260)
- Séfévides (1501-1736)
- Dynastie Zand (1750-1794)

#### Culture kurde
- Calendrier kurde
- Mythologie kurde (en)
- Origine des Kurdes (en) : Mèdes, Gutis, Kyrtiens (en), Gordyène
- Liste de sites historiques kurdes (en)
- Cuisine kurde (en)
- Tapis kurdes (en)
- Religions dans les zones kurdes :
  - Chiisme, Alévisme, Bektachi
  - Jaf, Kakaï, Shabak, Zazas
  - Yézidisme, Yazdanisme, Yârsânisme, Mazdéisme
  - Histoire des Juifs au Kurdistan
  - Kurdes chrétiensCalottes tribales kurdes
- Musique kurde
- Danse kurde (en)

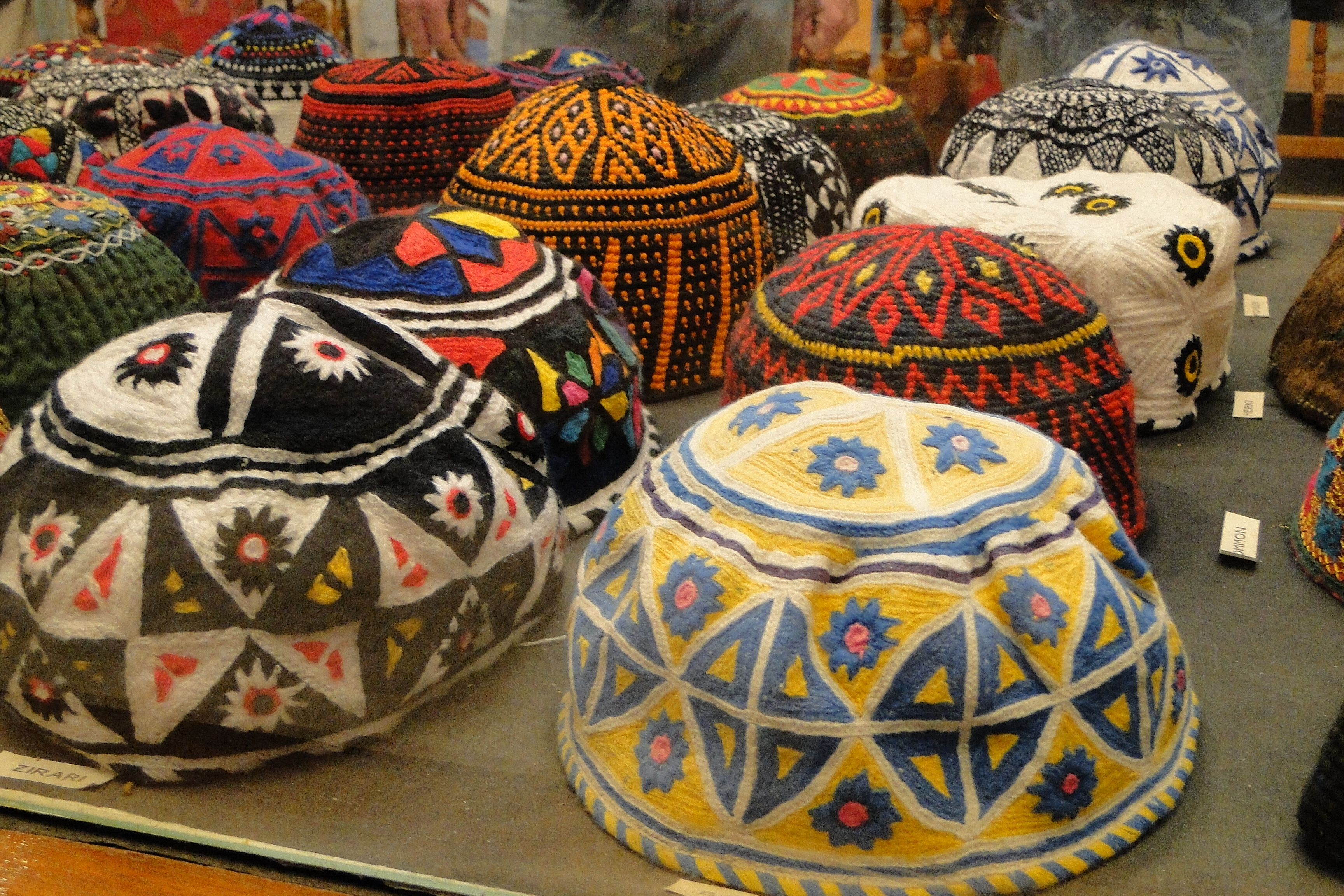
Calottes tribales kurdes

- Littérature kurde, liste d’écrivains kurdes
- Liste de philosophes kurdes (en)
- Bibliothèque numérique kurde
- Cinéma kurde
- Turquisation, Kurdification (en)
- Mouvement national kurde

#### Gouvernements et États kurdes contemporains
- Kurdistan irakien
- République de Mahabad (1946)
- République de l'Ararat (1927-1931)
- Royaume du Kurdistan

#### Les partis politiques kurdes
- Parti des travailleurs du Kurdistan (PKK)
- Parti pour une vie libre au Kurdistan (PJAK)
- Union patriotique du Kurdistan (UPK)
- Parti démocratique du Kurdistan (PDK)

#### Droit international
- Peuple autochtone
- Droit des peuples autochtones
- Déclaration des Nations unies sur les droits des peuples autochtones (2007)